# Пятницкое (Харьковская область)
Пятницкое (укр. П'ятницьке) — село,
Печенежский поселковый совет,
Печенежский район,
Харьковская область, Украина.
Код КОАТУУ — 6324655105. Население по переписи 2001 года составляет 250 (108/142 м/ж) человек.

## Географическое положение
Село Пятницкое находится на левом (в основном) берегу реки Большая Бабка на склонах Бабчанского яра,
выше по течению на расстоянии в 4 км расположено село Большая Бабка (Чугуевский район),
ниже по течению на расстоянии в 5,5 км расположено село Ки́цевка.
В 6-и км расположено Печенежское водохранилище.
Село окружено большим лесным массивом (дуб).

## История
- 1730 — дата первого упоминания села[1].
- В 1940 году, перед ВОВ, в Пятницком было 411 дворов, церковь и сельсовет.[5]

В годы Великой Отечественной войны, во время весеннего наступления 1943 года немецко-фашистских войск, село стало ареной ожесточённых боев. 23 марта 1943 года в четырёхчасовом неравном бою при отражении трёх танковых атак врага воином-артиллеристом Даиром Асановым было подбито восемь танков, шесть бронемашин и уничтожено до сорока автоматчиков противника. В этом бою Алексей Назаров в составе расчёта уничтожил четыре вражеских танка.
После выхода из строя расчёта красноармеец Назаров А. П. уничтожил ещё четыре танка противника и вынес с поля боя раненого командира взвода. Александр Дёмин выдвинул своё орудие на прямую наводку и открыл огонь по атакующим вражеским танкам. Когда часть артиллеристов его расчёта выбыла из строя, Дёмин встал к орудия и лично уничтожил 4 танка. Действия Дёмина позволили удержать занимаемый рубеж, однако сам он в том бою погиб.

## Объекты социальной сферы
- Фельдшерско-акушерский пункт
- Библиотека
- Продовольственный магазин

## Достопримечательности
- Братская могила советских воинов, среди которых похоронен Александр Дёмин — Герой Советского Союза и памятный знак воинам-односельчанам. Похоронено 295 воинов.
- Ул. Демина, 6 — место подвига Героев Советского Союза Даира Асанова, Александра Дёмина и Алексея Назарова в 1943 году.